# Merge Records
Merge Records je američka nezavisna diskografska kuća, sa sjedištem u gradu Chapel Hill, Sjeverna Karolina.

## Bendovi
- The 3Ds
- The 6ths
- American Music Club
- ...And You Will Know Us By The Trail Of Dead
- The Arcade Fire
- Ashley Stove
- Lou Barlow
- Beatnik Filmstars
- Breadwinner
- Richard Buckner
- Paul Burch
- Butterglory
- Buzzcocks
- Camera Obscura
- The Clean
- The Clientele
- Crooked Fingers
- Destroyer
- Dinosaur Jr.
- East River Pipe
- Matt Elliott
- The Essex Green
- Future Bible Heroes
- Ganger
- Guv'ner
- Annie Hayden
- Imperial Teen
- The Karl Hendricks Trio
- David Kilgour
- The Ladybug Transistor
- Lambchop
- The Mad Scene
- The Magnetic Fields
- The Music Tapes
- Neutral Milk Hotel
- Pipe
- Polvo
- Portastatic
- Pram
- Radar Bros.
- The Rock*A*Teens
- The Rosebuds
- Seaweed
- Shark Quest
- Spaceheads
- Spent
- Spoon
- Matt Suggs
- Superchunk
- Teenage Fanclub
- Tenement Halls
- The Third Eye Foundation
- Versus
- M. Ward

## Vanjske poveznice
- Službene stranice